# Femølejren

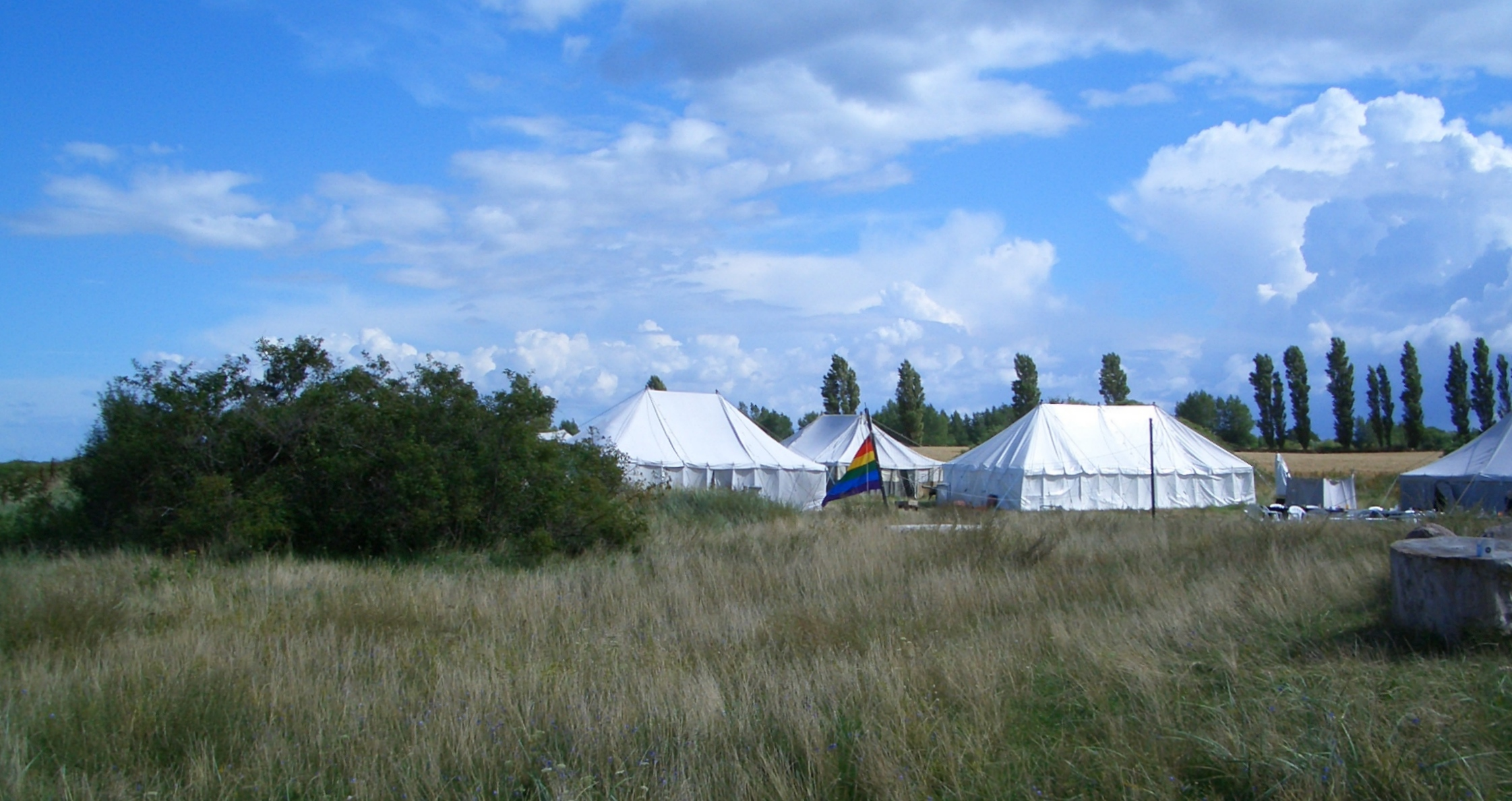
Het kamp in 2005

Femølejren, of Kvindelejren, (Deens: Femøkamp, of Vrouwenkamp) is een op het Deense eiland Femø jaarlijks georganiseerd feministisch vrouwenfestival, dat in 1971 werd opgericht. Het trekt bezoekersaantallen van enkele honderden, met een uitschieter van 1300 in 1976. Deelnemers verblijven er doorgaans een of meerdere weken.

## Opzet
Het festival werd in 1971 georganiseerd door de Deense Rødstrømpe (Rode Kousen), een links-feministische beweging en het werd bezocht door zo'n 400 vrouwen. Het was daarmee het eerste vrouwenkamp ter wereld. Het kamp was toegankelijk voor vrouwen en kinderen, hoewel jongens vanaf 13 jaar niet meer werden toegelaten. Na 1971 werd het een jaarlijks terugkerend evenement, om feministische vrouwen in de gelegenheid te stellen ergens samen te komen, zonder mannen. Er werd gediscussieerd over de positie van vrouwen in de samenleving en over te volgen strategieën in de vrouwenstrijd. Er werden bekende feministische boeken besproken, muziek gemaakt en samen gegeten. Er was brede overeenstemming over het belang van een verblijf in een natuurlijke omgeving, waar de vrouwen zich vrij konden voelen in harmonie met de omgeving. Festivalgangers sliepen gezamenlijk in grote tenten en hadden geen probleem met naaktrecreatie. Voor veel Deense vrouwen was het Femøkamp een eerste kennismaking met de vrouwenstrijd en een aanzet tot activisme binnen de feministische beweging. Af en toe had het kamp last van ongewenst bezoek, voornamelijk dronken mannen.

## Ontwikkeling
Reeds in 1973 vond er een richtingenstrijd plaats binnen het internationaal bezochte festival, tussen de activisten en de separatisten. De eersten wilden vooral binnen de samenleving actief blijven, terwijl de anderen juist naar Femø kwamen om er uitsluitend onder vrouwen te zijn. Er werd gedagdroomd over vervlogen matriarchaten en over een toekomstig 'vrouwenland'. Vanaf 1979 kwam het kamp op afstand te staan van de Rødstrømpe. In 1983 verhuisde het kamp van de westzijde naar de oostkant van het eiland en het werd kleiner. In 1987 werd het kamp formeel onafhankelijk en in 1999 kwam de organisatie in handen van de Vereniging Femø.

### Lesbisch
In het oprichtingsjaar was het lesbianisme op het kamp nog zo goed als onzichtbaar. In 1975 was er een lesbische week en in de jaren daarna waren lesbische vrouwen steeds prominenter aanwezig. In de loop van de jaren 80 stonden veel beginselen van het kamp ter discussie en werd het een juist hoofdzakelijk door lesbo's bezocht festival, hoewel andere vrouwen welkom bleven. Anno 2021 is het vooral een lesbisch vakantiekamp waar de vrouwen zich ter plaatse nog steeds met feminisme en seksualiteit bezig houden.

## Internationaal
Al in 1971 bezocht Anneke van Baalen het festival, samen met enkele Dolle Mina's, en voor Van Baalen moet het bezoek vormend zijn geweest. Ze was al eerder in aanraking gekomen met het radicaal feminisme en op Femø raakte ze overtuigd van het nut van samenwerken met uitsluitend vrouwen. Ook leden van het later gevormde collectief Lesbian Nation gingen naar het Femøkamp. Het festival werd in de jaren na 1971 bezocht door vrouwen uit de Noordse landen, de rest van West-Europa en de VS.